# Anibis.ch
anibis.ch ist eine Schweizer Kleinanzeigenplattform. Sie gehörte 2019 zur Scout24 Schweiz AG, die sich im Besitz der Ringier AG und der Mobiliar-Versicherung befindet. Inzwischen ist sie Teil der Swiss Marketplace Group.
anibis.ch ermöglicht es Benutzern, kostenlos Kleinanzeigen in verschiedenen Kategorien zu schalten. Wichtigste Konkurrenten von anibis.ch waren die Kleinanzeigenplattform tutti.ch, die 2016 olx.ch (ehemals ricardolino.ch) übernommen hatte, und stets noch die Internet-Auktionsplattform ricardo.ch.
Die Website verzeichnete im Juli 2017 gemäss Angaben von Google Analytics 9,8 Millionen Besuche monatlich. Sie ist mit über 940'000 Inseraten eine der bekanntesten Kleinanzeigenplattformen der Schweiz. Laut Angaben von Alexa war anibis.ch im Jahr 2016 auf Rang 29 der meistbesuchten Websites der Schweiz.

## Geschichte
Die Kleinanzeigenplattform wurde 2004 in Lausanne von Laurent Boatto gegründet. 2009 erfolgte die Übernahme der anibis GmbH durch die Media Swiss Group Flamatt. 2012 fand eine Umfirmierung der Media Swiss Group in eine Holding statt, welche im Juni des gleichen Jahres zur Ringier AG umstrukturiert wurde. Diese Zeit war geprägt von hartem Konkurrenzkampf der drei Kleinanzeiger und sinkenden Einnahmen bei hohen Investitionen. 2014 fusionierte anibis.ch mit der Scout24 Schweiz AG. 2016 kaufte die Scout24 Schweiz AG die Gratis-Inserate GmbH und konnte damit insbesondere in der Deutschschweiz seine Marktstellung weiter ausbauen.